# エアポート・ノヴェル
エアポート・ノヴェル（英語：Airport novel、空港小説の意）はコンテンツよりも社会的な利用形態に重きをおいて定義される文芸ジャンルのひとつである。典型的なものは待ち時間を過ごす航空旅客向けの書物として空港のニューススタンドに並ぶ類の長編小説であり、複雑な事件や冒険を主題とし目まぐるしいプロットを有するものが多い。空港のみならず、移動後の滞在先や復路における利用も十分に考えられる。
フィクション作品の販売を小売業と考えた場合、エアポート・ノヴェルはニューススタンドやキオスクで販売されていた従来のパルプ・マガジン等の旅客向け読み物に近いニッチ市場を占める。このジャンルの母体のひとつにいわゆるパルプ・フィクションがあることは明確であり、ジェームズ・ミッチェナー（en:James A. Michener）やジェームズ・クラヴェルなどによる長大な歴史小説もその起源のひとつと考えられる。フランス語ではこの種の小説を称してromans de gareすなわち「駅小説」と呼ぶ。これはフランスの作家がこうした隠れた読者層に早くから着目していたことをうかがわせる呼称である。

## 旅行者の読書需要
エアポート・ノヴェルは、読書の楽しみに必要最低限以上の深みや哲学的洞察を含むことなく、あくまで表面的な訴求力を有する必要がある。読者は静かな場所に一人でいるわけではなく、思索に沈潜することも優れた文学を味わうこともままならぬ状況におかれているからである。彼らは見知らぬ者に囲まれてもみくちゃにされながら移動中の退屈さと不自由からの気晴らしを求めているのであり、エアポート・ノヴェルを書く者はこうした状況の読書需要に合致する作品を供さねばならない。
この大量印刷ペーパーバック向けのニッチ市場の成長は緩やかであった。ジャンルとしての画期はおそらくアーサー・ヘイリーが『大空港』（Airport）を著した1968年である。これは航空会社を舞台とし、空港で起こる事件を巡る冒険を綴ったエアポート・ノヴェルであった。ヘイリーはこの他に不倫関係や実業界の策謀などを盛り込んだ複雑な筋書の小説を異なる舞台設定で複数発表しており、これらは勃興しつつあるジャンルを象徴するものとなった。例を挙げれば『最後の診断』（en:The Final Diagnosis：／病院）、『ホテル』（en:Hotel (novel)／ホテル）、『自動車』（en:Wheels (novel)／自動車産業）、『マネーチェンジャーズ』（en:The Moneychangers／銀行）などである。

## 判型
エアポート・ノヴェルは常に小型で厚めのペーパーバックである。保存性を旨に製本されていることは稀で、新聞と同質の安価な紙に印刷され、綴じの耐久性も数回の読書にようやく堪える程度のものが多い。このことは、衝動的に購入されて読後には破棄されることの多いこのジャンルの書物本来の目的にとって何ら問題とはならない。
またエアポート・ノヴェルは非常に長編であるものが多い。目的地に到着する前に読了してしまう書物は押しなべて不満の元となるためである。こうした事情のためこのジャンルは多筆な作家を惹きつけており、彼らは自身の作品群を一種のブランド戦略として活用している。著者はそれぞれ固有の物語類型と結びつけられ、同種のヴァリエーションをさらに多産するのである。エアポート・ノヴェルにおいては、著名な作家の名前は題名よりも大きな文字で表紙に印刷され、エンボス加工を施されることもしばしばである。

## 主題
エアポート・ノヴェルには以下を初め様々なフィクションのジャンルのものが含まれる：
- スリラー
- 推理小説
- スパイ小説
- 犯罪小説
- 歴史ロマンス（en:Historical romance）

いずれのジャンルであっても肝要なのは物語が迅速に展開し、読み易いことである。なお「エアポート・ノヴェル」という呼称はやや軽蔑的であり、泡沫的な価値しかもたず、移動中の安価な娯楽向きの書物であるということを示唆する表現である。このためエアポート・ノヴェルは文芸フィクション（en:Literary fiction）と対比されて文学指向の小説を批判する際に言及される場合がある。

## エアポート・ノヴェルの作家
以下は著作がエアポート・ノヴェルであると評された作家の例である：
- ジェラール・ド・ヴィリエ[5]
- マイケル・クライトン[6]
- ダン・ブラウン[7]
- アーサー・ヘイリー[2]
- ピーター・ベンチリー[8]
- ロバート・ラドラム[9]